# Roselektronika
Roselektronika (ros. АО Росэлектроника) – rosyjski holding zrzeszający rosyjskie przedsiębiorstwa z branży elektronicznej. Od 2009 r. jest częścią korporacji Rostech.

## Historia
Holding został założony pod nazwą Rosyjska Elektronika (ros. Российская электроника) w celu konsolidacji przedsiębiorstw branży radioelektronicznej, opracowania jednolitej polityki naukowo-technicznej i strategii rozwoju oraz poprawy finansowej sytuacji branży. Został powołany dekretem Prezydenta Federacji Rosyjskiej 23 lipca 1997 r. i dekretem Rządu Rosji nr 1583 z 18 grudnia 1997 r., w jego skład weszły 33 przedsiębiorstwa dysponujące łącznym kapitałem zakładowym w wysokości 1 biliona rubli.
Pierwszym dyrektorem generalnym został mianowany w grudniu 1997 r. Ilja Klebanow. W styczniu 1998 r. na tym stanowisku zastąpił go Walerij Dszchunian. Holding rozwijał swoją działalność, w 1998 r. wziął udział w programie „Związkowy telewizor”, który miał dostarczyć Rosjanom urządzenia krajowej produkcji. Rozwijano również bazę produkcyjną. W 1999 r. za symboliczną kwotę 1 rubel przejęto zakłady produkcyjne kineskopów koncernu Philips. W tym samym roku, na mocy dekretu prezydenta Rosji, w skład holdingu weszły trzy kolejne rosyjskie przedsiębiorstwa z branży elektronicznej. W 2001 r. pod kierunkiem Rosyjskiej Elektroniki stworzono Naukowo-Doświadczalny Instytut Algorytm, którego zadaniem jest rozwój systemów komputerowych, systemów sterowania i ich elementów, kształcenie specjalistów oraz rozwój oprogramowania do automatyzacji procesów technologicznych.
W 2004 r. na stanowisko dyrektora generalnego został mianowany Andriej Zasypkin. W 2008 r. zastąpił go Wasilij Mariutin. W tym samym roku, na mocy dekretu rządu Federacji Rosyjskiej, rozpoczął się proces przeniesienia 100% udziałów Rosyjskiej Elektroniki do korporacji Rostech, który zakończył się w 2009 r. Po procesie połączenia funkcję dyrektora objął Andriej Zwieriew. W 2012 r. do holdingu włączono koncerny Syriusz (ros. «Сириус») i Orion (ros. «Орион»). Weszły one w skład klastra Stowarzyszenie Naukowo-Produkcyjne Pulsar (ros. Научно-производственное объединение «Пульсар») stworzonego w Moskwie. W 2013 r. w przedsiębiorstwie badawczo-produkcyjnym Istok utworzono pierwszą w Rosji linię do produkcji mikroukładów o wymiarze 0,1 mikrona i produkcji do 1 miliona sztuk rocznie.
W październiku 2014 r. prezesem zarządu Roselektroniki został mianowany Dienis Swierdłow, we wrześniu 2015 r. zastąpił go Igor Kozłow. Po zajęciu Krymu Roselektronika została objęta międzynarodowymi sankcjami. Zerwane łańcuchy dostaw i kooperantów udało się Rosjanom zastąpić stworzonymi na nowo i zadania przewidziane na 2015 r. zostały zrealizowane w 97%. Spowodowało to też opóźnienie wejścia Roselektroniki na giełdę. 1 marca 2016 r. Kozłow objął stanowisko dyrektora generalnego holdingu. Jego awans na to stanowisko postrzegano jako zakończenie procesu konsolidacji aktywów i przejście do procesu ukierunkowania produkcji holdingu na zaawansowane technologicznie produkty o wysokiej wartości dodanej, rezygnację z nieperspektywistycznych projektów na rzecz priorytetowych obszarów produktów nieodpowiadających rzeczywistym potrzebom klientów. Jednocześnie Roselektronika przyjęła strategię zwiększenia udziału przychodów z produktów cywilnych do 50% do 2025 r.
W 2017 r., decyzją korporacji Rostech, doszło do połączenia holdingów Roselektronika i Zjednoczona Korporacja Produkcji Przyrządów (ros. Объединенная приборостроительная корпорация). Konsolidacji aktywów dokonano pod nazwą Roselektronika, w jej wyniku powstał największy w Rosji producent sprzętu łączności, zautomatyzowanych systemów sterowania, a także innego rodzaju zaawansowanych technologicznie produktów do celów wojskowych i cywilnych. Szefem połączonej spółki został Grigorij Elkin. Zmiana na stanowisku dyrektora generalnego zaszła już w sierpniu 2017 r., kiedy na pełniącego obowiązki mianowana Aleksieja Bielinskijego. Tę funkcję pełnił do kwietnia 2019 r., kiedy to zastąpił go Aleksander Borisow.
W 2020 r. stanowisko dyrektora generalnego objął Siergiej Sachnienko, przed którym postawiono zadanie skoncentrowania działań wszystkich przedsiębiorstw elektronicznych w jednym holdingu. Miało to zwiększyć konkurencyjność rosyjskich produktów i zwiększyć zyski dzięki lokalizacji całego łańcucha wytwórczego, od opracowania do produkcji, w Rosji. W 2021 roku zakończono proces konsolidacji aktywów radioelektronicznych Rostech pod jednym zarządem i utworzono generalnego krajowego sprzedawcę elektroniki pod marką Roselektronika. Agresja Rosji na Ukrainę spowodowała objęcie Roselektroniki kolejnym pakietem międzynarodowych sankcji. Spowodowało to zerwanie łańcucha dostaw i zakłócenie produkcji.
W 2022 r. holding odpowiadał za produkcję 50% podzespołów elektronicznych w Rosji i 8% na świecie. W jego skład wchodziło 140 przedsiębiorstw i instytucji naukowych. Jego produkcja była eksportowana do 30 krajów w Europie, Azji i Ameryce Łacińskiej. Roselektronika zatrudnia ponad 70 tysięcy osób.